# Pistolet maszynowy Minebea M-9
Minebea M-9 (jap. 9mm機関けん銃 Kyū miri kikan kenjū) – japoński pistolet maszynowy, licencyjna wersja pm Mini-Uzi.
Na początku lat 90. XX wieku Japońskie Siły Samoobrony przyjęły na uzbrojenie pm Minebea M-9. Była to wersja Mini-Uzi różniąca się od pierwowzoru dodaniem stałego chwytu przedniego i tłumika płomieni, oraz brakiem kolby. Broń była przeznaczona dla obsług pojazdów i broni ciężkiej i miała zastąpić pochodzące z okresu II wojny światowej amerykańskie pistolety maszynowe M3 Grease Gun. M-9 nie jest już prawdopodobnie produkowany i zostanie zastąpiony przez niemiecki pm HK MP5.

## Opis techniczny

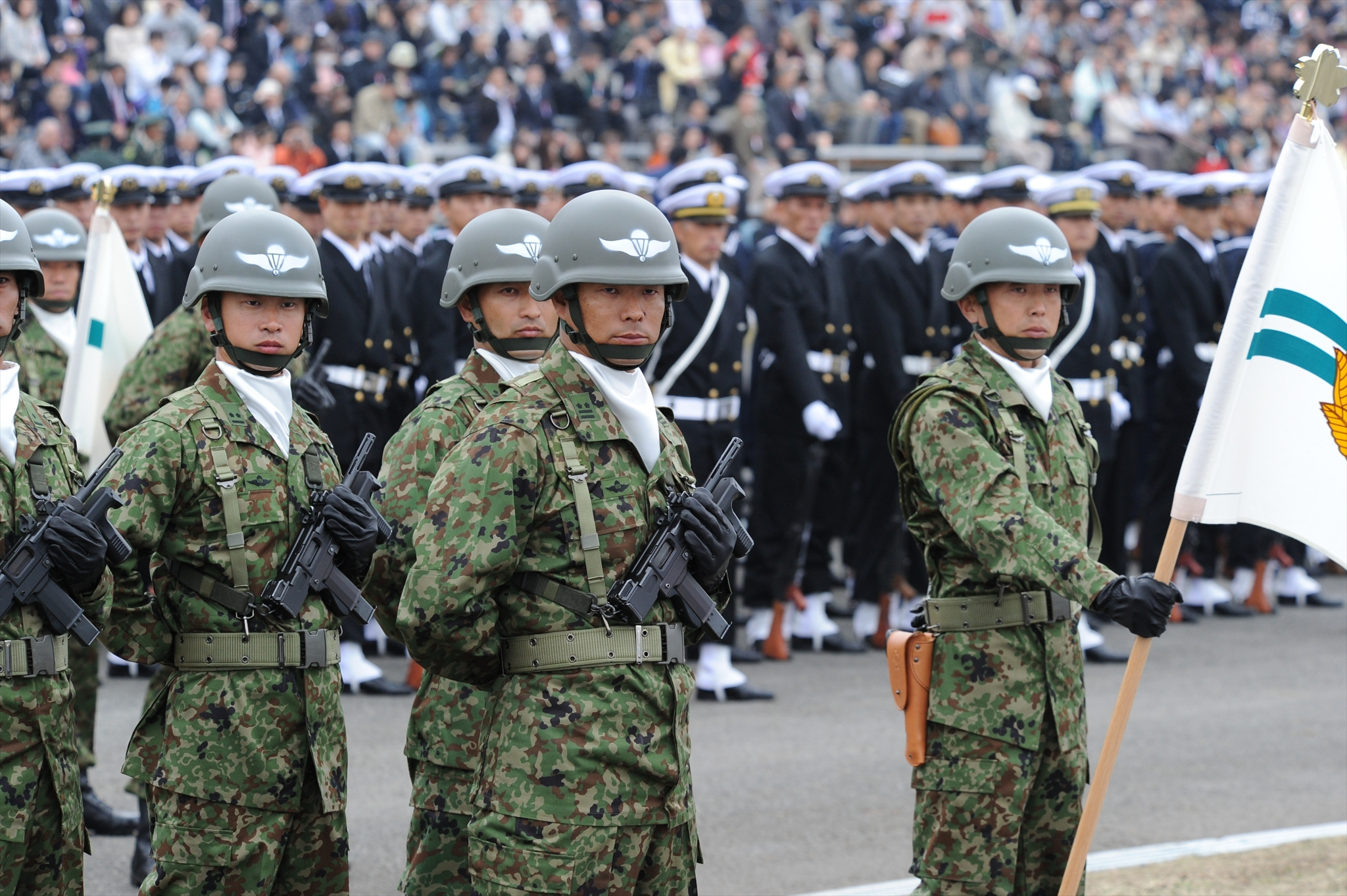
Japońscy spadochroniarze uzbrojeni w pm Minebea M-9

Pistolet maszynowy M-9 jest indywidualną bronią samoczynno-samopowtarzalną. Zasada działania automatyki oparta na wykorzystaniu odrzutu zamka swobodnego. Mechanizm spustowy umożliwia strzelanie ogniem pojedynczym i seriami. Zmianę rodzaju ognia zapewnia przełącznik rodzaju ognia połączony z bezpiecznikiem umieszczony z boku chwytu pistoletowego. Zasilanie z dwurzędowych magazynków pudełkowych o pojemności 25 naboi (gniazdo magazynka w chwycie pistoletowym, przycisk zwalniania magazynka po lewej stronie chwytu pistoletowego. Przyrządy celownicze składają się z muszki i szczerbinki.